# 순수이성비판
《순수이성비판》(독일어: Kritik der reinen Vernunft)은 이마누엘 칸트가 1781년에 초판을 출간하고, 제2판을 1787년에 출간한 책으로, 철학의 역사에서 가장 영향력 있는 저서 중 하나이다. 이 책은 칸트의 "첫 번째 비판"으로 언급되기도 하는데, 이것은 이후에 나온 "실천 이성 비판"과 "판단력 비판"까지를 포함해서 생긴 말이다. 칸트는 이 책에서 형이상학을 학문(science)으로서 정립하려고 하였다.
순수이성이라는 말은 칸트가 만든 용어이며, 형이상학에서 벗어난 철학의 새로운 지평을 연 업적으로 인정되어 많은 연구의 대상이 되고 있다.
먼저 칸트는 의심의 여지 없는 학문이며 학문의 모범인 수학과 물리학의 진리가 어떻게 하여 성립하느냐를 문제로 삼았다. 과학적 진리가 성립되기 위해서는 먼저 감각적인 자극이 없어서는 안 된다. 그러나 혼돈된 자극을 "지금·여기에 있다"는 식으로, 정리된 어떤 지각으로 하는 것은 우리들의 감성이 시간적, 공간적으로 정리하기 때문이다. 그것을 명확한 지(知)로 삼기 위해서는 또한 생각하는 힘으로서의 오성(=지성)이 필요하다. 이리하여 우리들에게 있어서 명확한 대상, 확실한 지(知)는 감성과 오성의 협동에 의하여 성립된다. 더욱 인식된 지(知)를 보다 소수의 원리로 정리해 가는 것이 이성이다. 이들 여러 능력은 근원적 나(自我)에 의하여 통일되어 있는 것이다.
자연은 우리의 근원적 자아의 활동 내지 조직(실험적 방법)에 의해 인식된다. 그러나 나 밖에서 주어지는 감각적 소재가 없이는 자아는 공허하다. 이론적인 능력으로서의 오성 내지는 이성의 권한에 대한 명확화는 반대로 이 능력의 행동 범위를 규정짓는 것이다. 이러한 한계에서 형이상학은 바로 월권을 하여, 생각하는 힘을 공전시켜 감각적인 경험이 주어지지 않는 신이나 불사(不死)나 자유를 자연 대상과 마찬가지로 존재하는 듯이 생각하였다. 칸트 거기에 종래 형이상학의 독단이 있으며 오류가 있다고 하였다. 따라서 우리들은 형이상학적인 것을, 자연 대상을 인식하는 방식으로(이론적으로) 문제삼을 수는 없으며, 신이나 불사나 자유는 자연과학 세계에서가 아닌 도덕적 실천에서의 문제라고 주장하였다.

## 같이 보기
- 우주론적 신학
- 존재론적 신학
- 현상학
- 시간과 공간의 철학
- 초월적 신학
- 프레더릭 코플스턴